# Индонезийская ястребиная кукушка
Индонезийская ястребиная кукушка (лат. Cuculus crassirostris) — вид птиц в семействе кукушковых (Cuculidae). Подвидов не выделяют. Её часто связывают с ястребиными кукушками (Hierococcyx), но, по-видимому, этот вид никак не связан с данным родом.

## Распространение и биотопы
Эндемик острова Сулавеси в Индонезии. Населяет первичные горные леса на высотах 500—1400 м в центральной и северной части острова. 

## Гнездовая биология
Список видов-воспитателей не установлен. Предполагается, что возможным гнездовым хозяином этого вида является дронго Dicrurus leucops, в настоящее время рассматриваемый как подвид волосохохлого дронго (Dicrurus hottentottus).